# دستگاه گردان

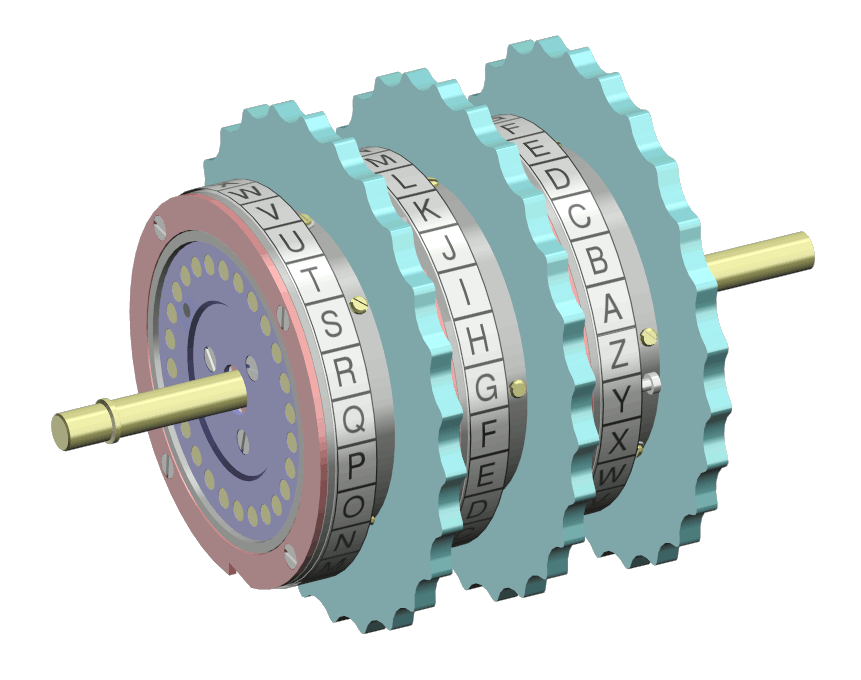
سه گردنده در دستگاه گردانی به نام «دستگاه معما» که آلمان‌ها در جنگ جهانی دوم به‌کار می‌بردند.

دستگاه گردان (به انگلیسی: Rotor Machine) یک دستگاه برقی-مکانیکی است که برای رمزگذاری و رمزگشایی پیام‌های مخفی استفاده دارد.
تکنیک به کار رفته در دستگاه‌های گردان الهام‌بخش روش‌های رمزگذاری مدرن بوده‌است

در بین سال‌های ۱۹۲۰-۱۹۷۰ بسیار از آن استفاده می‌شده‌است و بیشتر برای موارد نظامی کاربرد داشته‌است چون عقیده بر این بوده‌است که این نوع رمزگذاری به هیچ وجه قابل شکستن نیست اما در همین سال‌ها بود که فردی از متفقین (آلن تورینگ) این ادعا را شکست و توانست با ارائه راه حلی این ادعا را نقض کند

دستگاه‌های گردان در رمزگذاری کلاسیک محسوب می‌شود ابتدا ایده شکست تجزیه و تحلیل بسامدی استفاده از منطق الگوریتم دستگاه‌های گردان بوده‌است. در واقع با ایجاد دستگاه‌های گردان یا رمزگذاری مکانیزه، برای ارائه راه حلی به منظور استفاده از تعدادی بیشتری از حروف بوده‌است.

## ویژگی دستگاه گردان
- دستگاه گردان یک پیاده‌سازی الکترونیکی _مکانیکی از رمزچند الفبایی محسوب می‌شود
- در این روش، داده‌ها از داخل تعدادی سیلندر که در مقابل هم قرار گرفته‌اند عبور می‌کند
- به ازای هر حرف از ورودی، سیلندر اول به اندازه یک حرف می‌چرخد
- با یک دور گردش کامل هر گَردانه، گردانه بعدی به اندازه یک حرف جابه جا می‌شود
- دوره تناوب دستگاه گردان با افزایش تعداد گردانه‌ها افزایش می‌یابد(۲۶n)
- آلمان‌ها اعتقاد داشتند که دستگاه گردان طراحی شده توسط آنها، Engima غیرقابل شکستن است ولی متفقین توانستند رمز آن را کشف کند و بسیاری از اطلاعات سری آن‌ها را فاش کند

## الگوریتم دستگاه گردان
استفاده از ۲۶ سوئیچ باعث شد که بتوان هر یک از سوئیچ‌ها را همانند ماشین به کلیدی متصل و بر آن برچسب زد طوری‌که چون تعداد این سوئیچ‌ها زیاد است می‌توان به عنوان ایده برای ارائه الگوریتم رمزنگاری استفاده کرد.

در واقع اتصالات داخلی این دستگاه‌های گردان باعث چرخش چرخ دنده‌ها به صورت فشرده‌است در واقع در حالی که با فشار دادن یک زمان خاص و ممکن باعث تولید یک کلید می‌شود و در زمان دیگر باعث تولید کلیدی دیگر.

با فشرده شدن هر حرف در صفحه کلید فشرده شده باعث چرخش جایگزینی جدید می‌شود که همان رمزنگاری چندالفبایی (polyalphabet) نامیده می‌شود.

## امنیت دستگاه گردان
بسته به اندازه دستگاه‌های گردان، امنیت تولید آن‌ها ممکن است متفاوت باشد.

در واقع در هر دور 26*29=۶۷۶ نوع تولید می‌شود که برای برقراری امنیت کامل کافی نیست می‌توان این مسئله را به اضافه نمودن تعداد دورها مراحل را پیچیده تر کرد با اضافه کردن حتی یک دور باعث تولید ۱۷۵۷۶  نوع خواه شد که به نسبت یک دور خیلی از لحاظ برقراری امنیت عملکردی بهتر دارد.

## انواع دستگاه‌های گردان
در سال‌های اخیر به منظور بهره‌گیری از ایده دستگاه‌های گردان انواعی از این نوع ماشین را ساخته‌اند که از لحاظ برقراری امنیت قابل رقابت با سایر الگوریتم‌های رمزنگاری می‌باشد:
- دستگاه معما (انیگما)
- ترکیب ماشین صفر
- زیمنی
- fialka
- دستگاه‌های گردان Hebern
- HX-63
- lacida